# Propulsie spațială

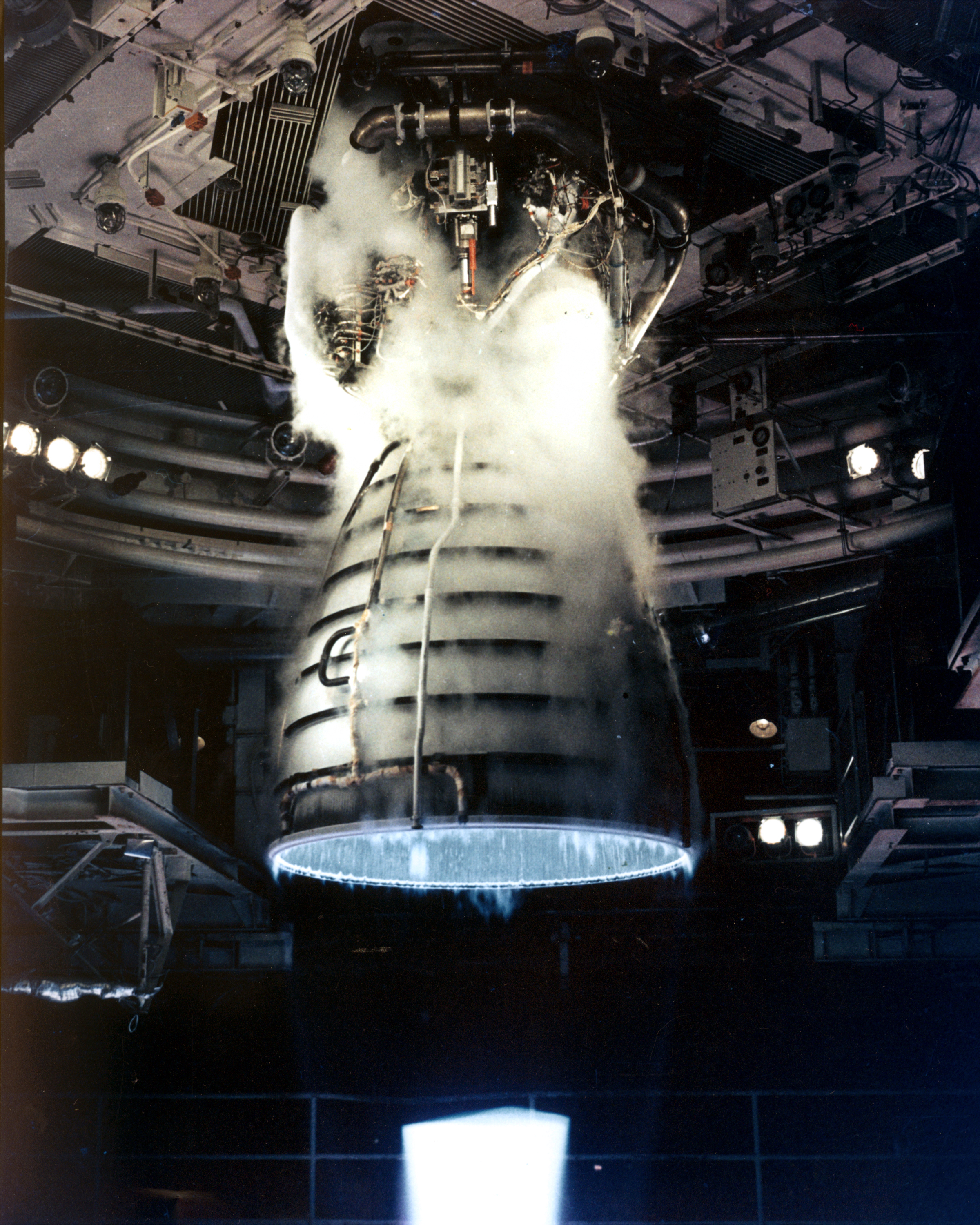
O cameră TV surprinde o imagine din apropiere a motorului principal al navetei spațiale în timpul unui test de aprindere la Centrul Spațial John C. Stennis din Comitatul Hancock, Mississippi.

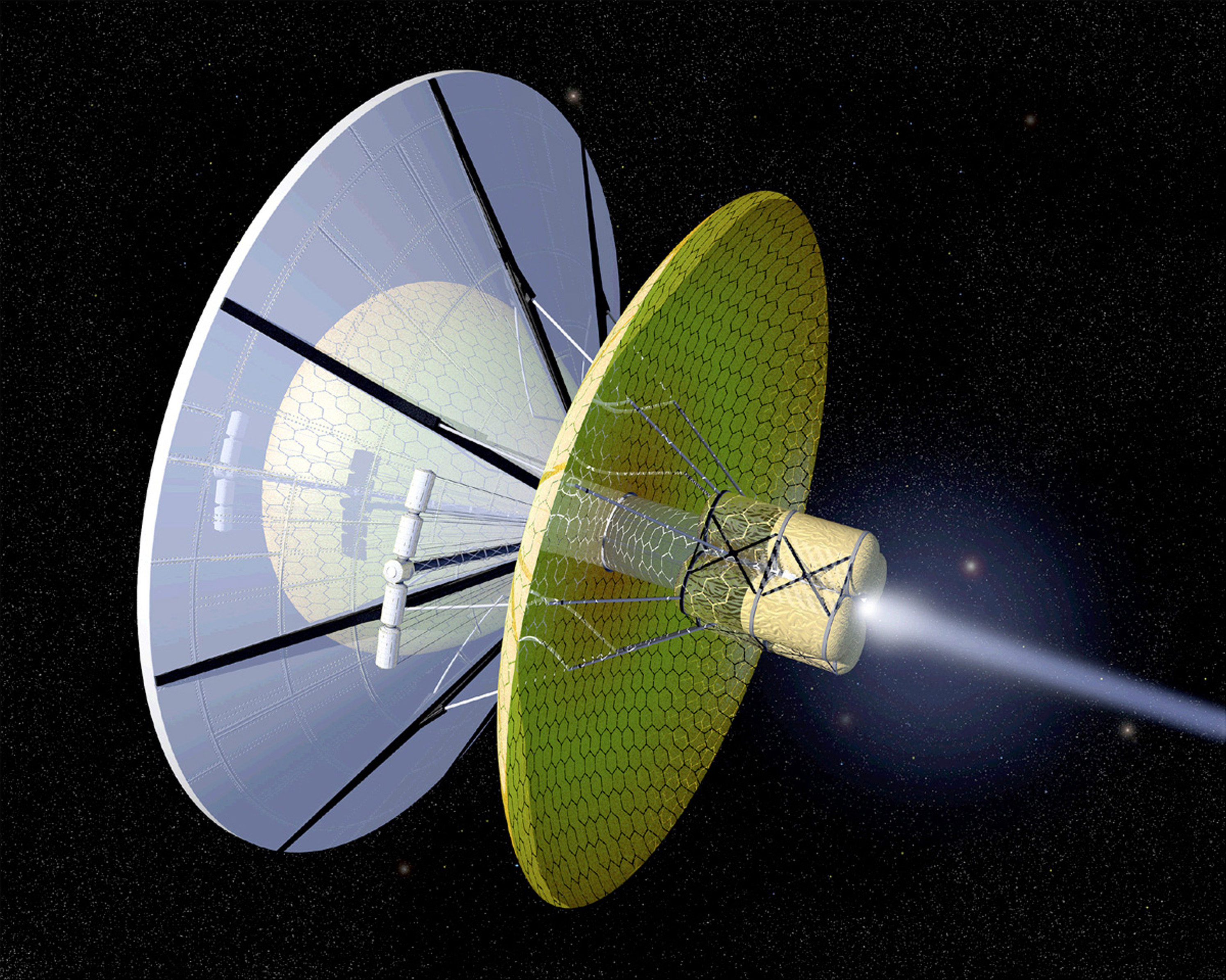
Proiectul Bussard, un proiect conceput pentru propulsia interstelară.

Propulsia unei nave spatiale este orice metodă utilizată pentru a accelera navele spațiale și sateliții artificiali. Există mai multe metode diferite, fiecare cu avantajele și dezavantajele sale, propulsia navelor spațiale fiind un domeniu activ al cercetării. Cu toate acestea, cele mai multe nave spațiale actuale sunt propulsate prin forțarea unui gaz care iese prin partea din spate a vehiculului, la viteză foarte mare prin duză supersonică a unui motor de rachetă. 
Toate navele spațiale folosesc rachete chimice (carburant sau combustibil solid) pentru lansare, deși unele (cum ar fi rachetele Pegasus și SpaceShipOne) folosesc motoare cu jet de aer la prima treaptă. Cei mai multi sateliți au propulsoare chimice simple (de multe ori rachete monocarburant) sau rachete rezistojet pentru menținerea pe orbită și unii sateliți folosesc un volant de impuls pentru controlul altitudinii. Sateliții din blocul sovietic au folosit propulsia electrică timp de decenii, și noile nave spațiale occidentale geo-orbitale încep să folosească propulsia electrică pentru menținerea pe orbită nord-sud. Vehiculele interplanetare utilizează în cea mai mare parte rachete chimice, deși câteva folosesc propulsoare de ion și propulsoare pe baza efectului Hall (două tipuri diferite de propulsie electrică) cu mare succes.